# Per Löfberg
Per Allan Löfberg, född 4 november 1967 i Skellefteå, är en svensk skådespelare och entreprenör.
Spelade den ena huvudrollen i Ulf Malmros debutfilm Ha ett underbart liv 1992 mot Lina Perned. Andra uppmärksammade roller är i filmerna LFO, Evil Ed och Frostbiten. Per Löfberg arbetar mot avskogning och ohälsa i Afrika genom sitt och Mattias Ohlsons bolag Emerging Cooking Solutions som har sin bas i Zambia. Senare utvidgades det även till Moçambique och Malawi. Per Löfberg bor i Lund.

## Filmografi (i urval)
- 1991 – Dyningar
- 1992 – Ha ett underbart liv
- 1997 – Evil Ed
- 2006 – Frostbiten
- 2007 – Anna Pihl
- 2007 – Mia och Klara (TV-serie) (gästroll)
- 2008 – Flamman och citronen
- 2013 – LFO
- 2017 – Happy Street
- 2018 – Lingonligan (TV-serie)
- 2019 – Gåsmamman (TV-serie)